# Rothmans, Benson & Hedges
Ne doit pas être confondu avec Rothmans.
Rothmans, Benson & Hedges (RBH) est une compagnie canadienne de cigarettes faisant partie du groupe Philip Morris International, et héritière de Rock City Tobacco — fondée à Québec en 1899 et où demeure la production de RBH.

## Histoire

### Rock City
Rock City est fondée en 1899 par les frères Drouin (l'un d'eux, Olivier-Napoléon, deviendra maire de Québec en 1910) ainsi qu'un ami, Joseph Picard. La manufacture, dont le nom fait référence au Cap Diamant, connaît la prospérité à partir des années 1910, au point de devenir l'un des plus gros fabricant de produits de tabac au Canada, ainsi que d'avoir des actifs en Ontario et ailleurs au Québec. L'usine emploie dès lors environ 500 personnes, en majorité des femmes, et compte une vingtaine représentants dans tout le pays. Éventuellement, Rock City connaît des difficultés et la compagnie britannique Carreras Tobacco (en) renfloue ses coffres en 1936 en échange de 70% de ses actions. 

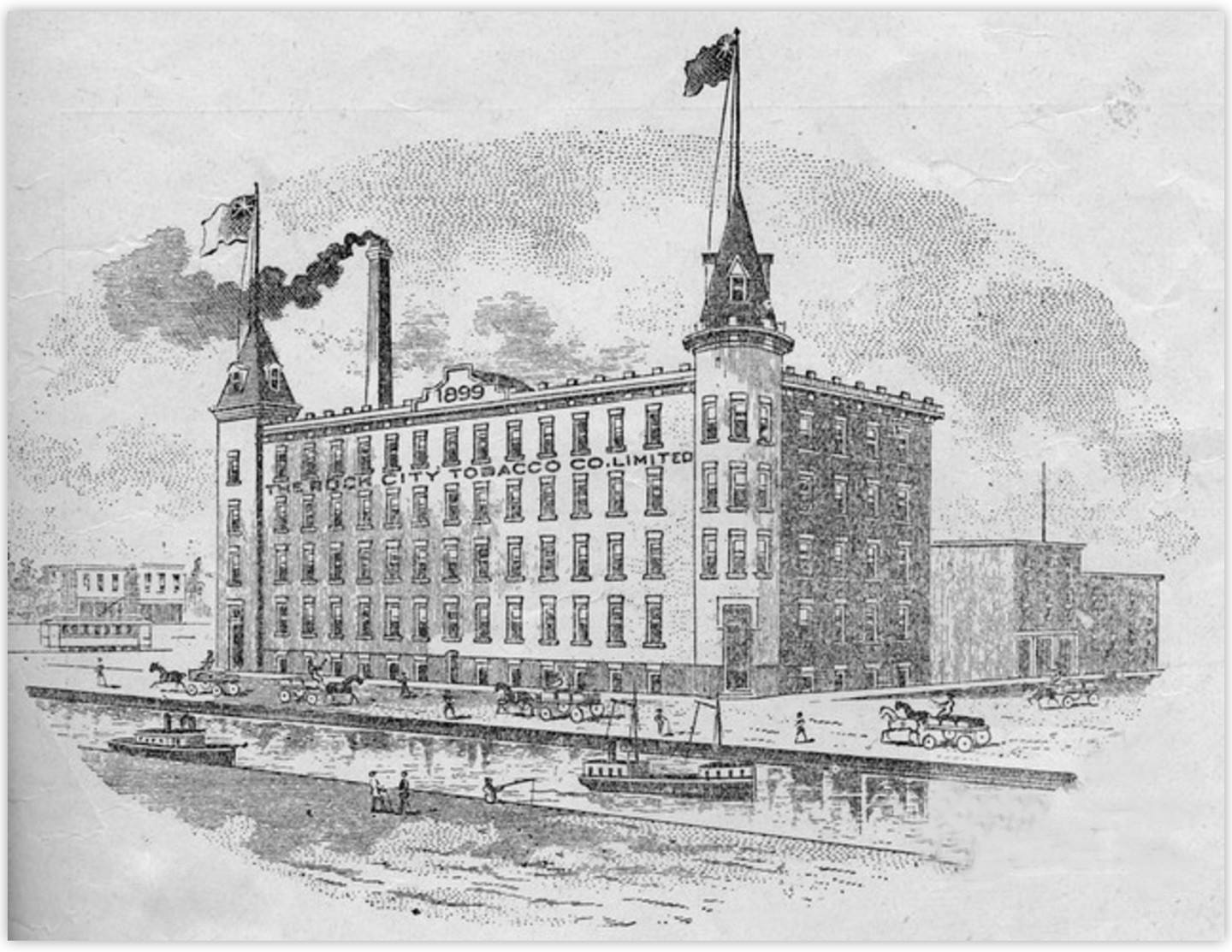
L'usine vers 1900
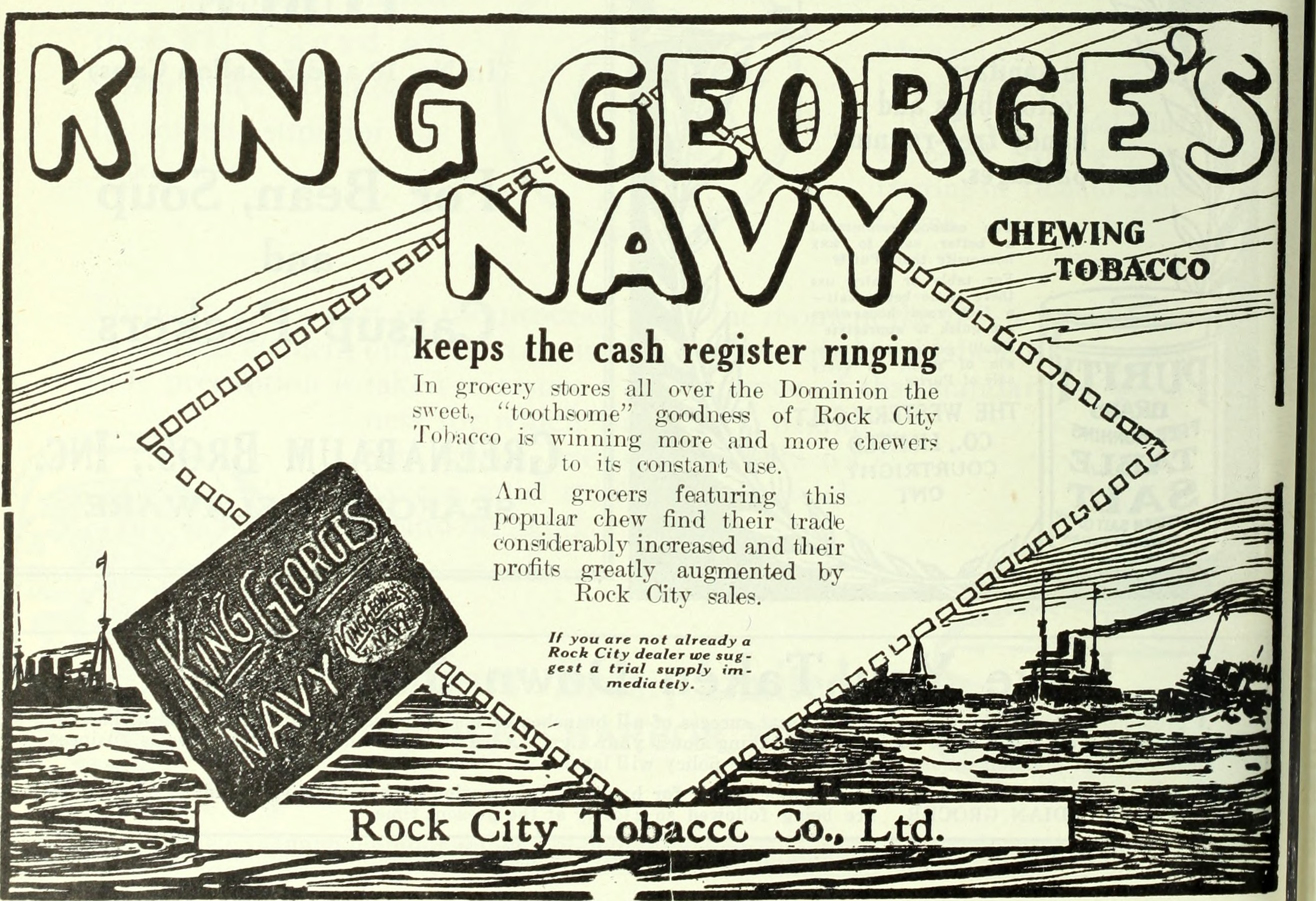
Publicité pour du tabac à mâcher en 1919
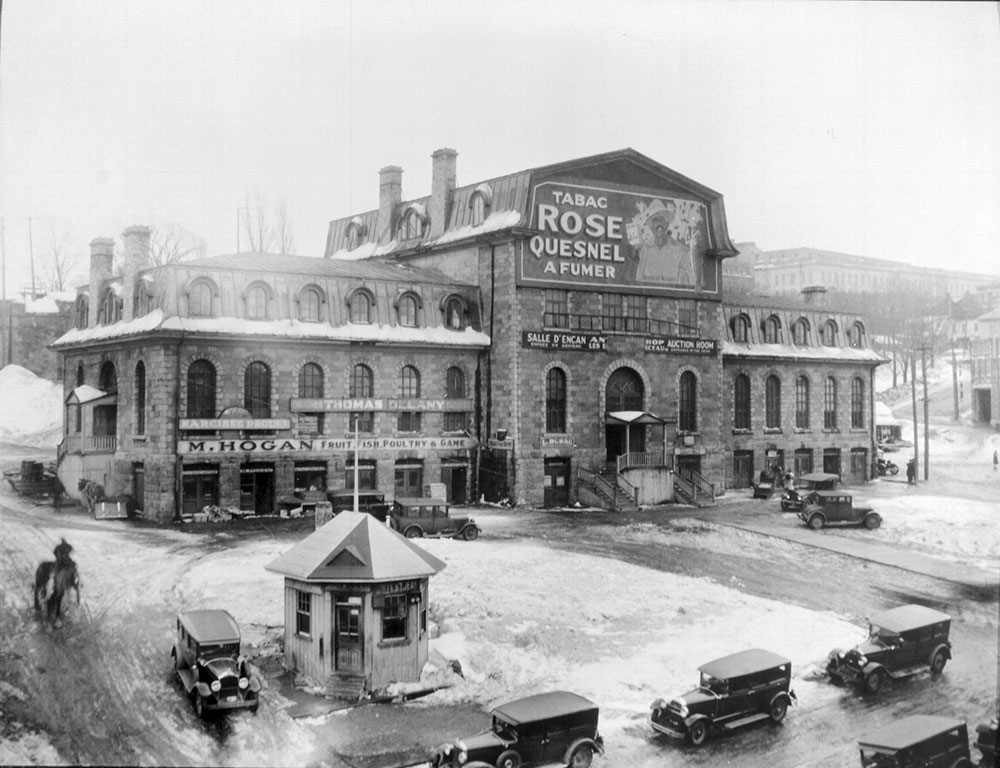
Publicité pour les cigarettes Rose Quesnel au marché Montcalm (Place d'Youville), vers 1920

### Rothmans et Benson & Hedges
De nouvelles marques sont lancées, la machinerie modernisée puis un agrandissement de l'usine est effectué 1957, mais Rock City peine à affronter la concurrence. Le reste des actions est racheté par Carreras, qui devient elle-même contrôlée par Rothmans International à partir de 1963. 

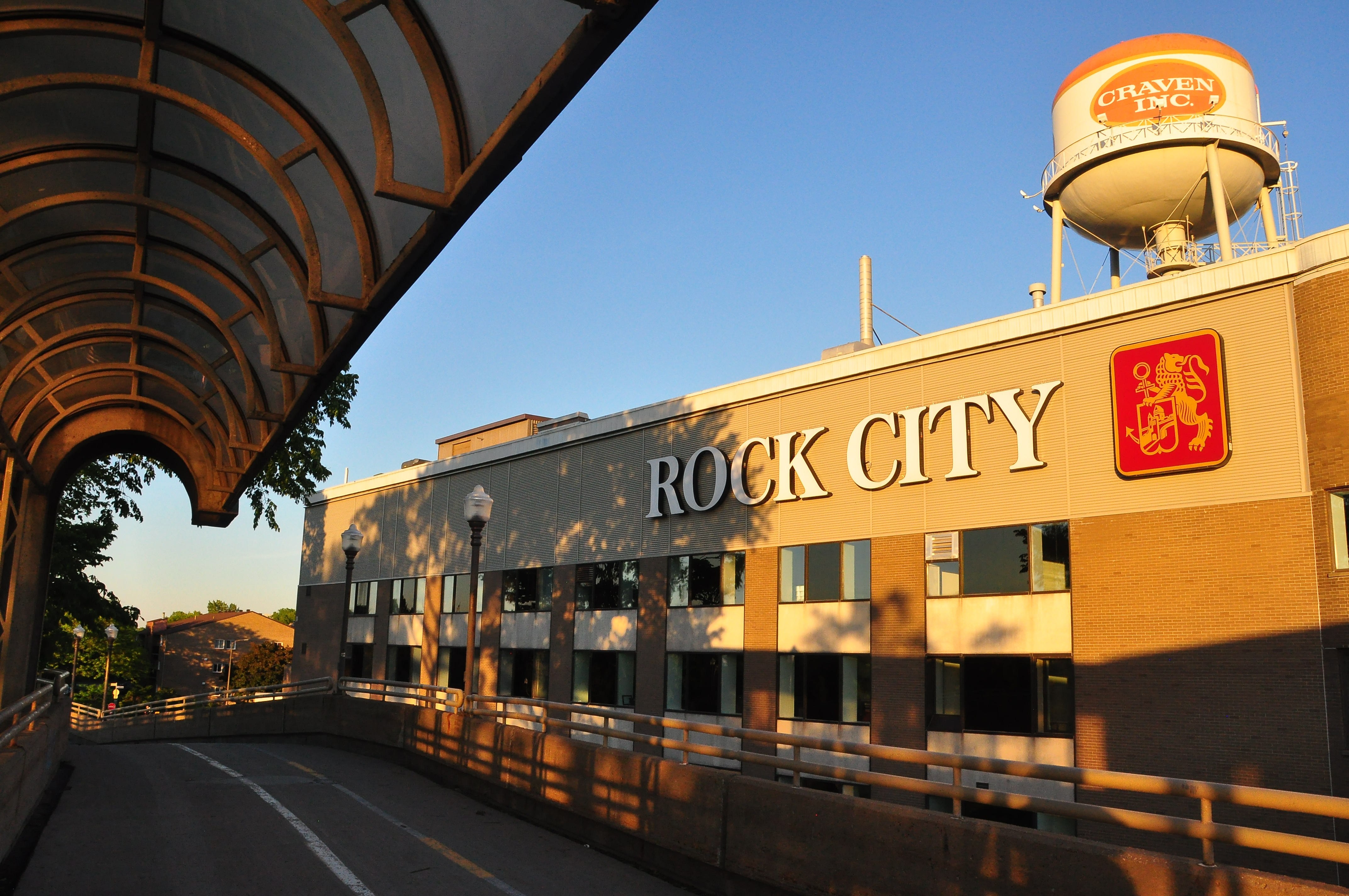
L'usine est adossée à la Passerelle Adrien-Pouliot.

En 1986, Rothmans Intl. fusionne ses activités canadiennes avec celles de Benson & Hedges inc. (Philip Morris). La nouvelle entité est nommée RBH : elle appartient à 60% à Rothmans et 40% à Philip Morris, et conserve sa production dans la basse-ville de Québec au coin de l'autoroute Laurentienne et de la rivière Saint-Charles ,. En 1999, Rothmans International est absorbée par British American Tobacco (BAT) qui contrôle de ce fait 90% du marché canadien. Quelques mois plus tard, BAT annonce qu'elle va mettre en vente à la bourse de Toronto (sigle TSX:ROC) les 60% de RBH qu'elle possédait via Rothmans International.
En juillet 2008, Rothmans, Benson & Hedges et sa rivale Imperial Tobacco Canada (en) plaident coupable en lien avec un stratagème de contrebande de tabac actif dans les années 1990, et pour sa part, RBH est condamnée à payer environ 500 millions de dollars en pénalités diverses. La poursuite alléguait que les deux compagnies auraient facilité la contrebande afin de persuader le gouvernement canadien d'y lutter en abaissant les taxes sur les cigarettes légales. La même semaine, Philip Morris International, qui détenait déjà 40% de RBH depuis sa création en 1986, annonce qu'elle rachète le reste des actions en circulation. RBH contrôlait alors 33% du marché canadien de la cigarette.

## Marques de l'époque Rock City
Craven A, Black Cat, Sportsman, Corvette, Rose Quesnel, Sweet Rose, Bluebird, Britannia, etc.,,

## Marques modernes
Benson & Hedges, Belmont, Craven A, Rothmans, Canadian Classics/Québec Classiques, Number 7, Accord, Mark Ten, NEXT, Philip Morris, IQOS Heets.